# The Outfoxies
The Outfoxies es un videojuego de lucha del año 1994 desarrollado y distribuido por Namco para su uso en máquinas recreativas. En The Outfoxies, el jugador puede seleccionar uno de siete asesinos, cuyo objetivo es derrotar a los demás oponentes a como dé lugar. Los escenarios donde los combates se desarrollan están repletos de trampas, armas, y objetos que el jugador puede aprovechar para atacar a su oponente. Fue programado para correr en la placa Namco NB-2. El juego fue publicado exclusivamente para el mercado japonés.
The Outfoxies fue ampliamente ignorado en su momento, pues en aquellos años, los juegos 3D estaban comenzando a eclipsar a los juegos 2D y el mercado de los juegos de lucha estaba dominado por las empresas Capcom y SNK.  
En retrospectiva, el juego ha sido bien valorado por sus gráficos, niveles de acción e inusual temática de juego. Según los críticos, Nintendo pudiera haberse inspirado en el concepto de juego de The Outfoxies para crear a Super Smash Bros.
Es considerado como pionero del subgénero Batalla Campal en los juegos de lucha.

## Mecánica de Juego y Personajes
The Outfoxies es un juego de lucha que enfrenta a los jugadores en combates de uno contra uno. Los jugadores eligieron entre una colección de asesinos para jugar, con el objetivo de matar al personaje del otro jugador. El juego presenta siete personajes jugables:  
John Smith
Un hombre mercenario y solitario que fácilmente puede escoger cualquier trabajo por cualquier recompensa monetaria, desde ser niñero hasta un líder revolucionario. Nacido en Hiroshima como un hijo del oficial de las fuerzas de ocupación japonesas, aprendió los secretos del Zen. Es tuerto de un ojo izquierdo y usa unos jeans azules, unas zapatillas marrones, una camiseta blanca con un Daruma rojo impreso debajo de su chaqueta marrón.
Aunque no tiene ninguna habilidad particularmente destacada entre los siete jugadores, puede realizar todas las acciones sin problemas. Un personaje introductorio y estándar para los jugadores principiantes.
Después de eliminar a su rival, pega una etiqueta con "HECHO" escrito en el monitor.
- Edad: 38 años (Nacido en 1956)
- Altura: 5 pies 11 pulgadas
- Peso 177 libras.
- País de origen: EE. UU. (Aunque es estadounidense, nació en Hiroshima, Japón, debido a que su padre sirvió por varios años al ejército americano en la misma población japonesa en donde John, su hijo, nació.)

Betty Doe
Una de las "empresarias más exitosas del siglo XX". Con las manos cubiertas con la sangre de otros, ha ascendido desde una infancia hambrienta en un barrio pobre hasta su estatus actual, donde cuenta con el tercer ingreso personal más alto de Estados Unidos.
Además de sus rápidos movimientos, sus habilidades de tiro hacen imposible que otros asesinos lo sigan (casi no hay desviación en la trayectoria de la bala y vuela directamente hacia el objetivo). Sin embargo, por otro lado, es ligeramente inferior en potencia de salto y velocidad de movimiento.
Después de eliminar a su rival, obedientemente apaga el monitor.
- Edad: 33 años (Nacida en 1961)
- Altura: 5 pies 2 pulgadas
- Peso 95 libras.
- País de origen: Los Ángeles, California, EE. UU.

Bernard White
Un exagente de la Agencia Central de Inteligencia de los Estados Unidos. Aunque es un naturalista que odia matar animales no humanos, incluso cucarachas, es una persona peligrosa que casi no siente remordimiento cuando se trata de matar personas. Actualmente está batiendo el récord mundial de asesinatos en masa con sus propias manos. Un skinhead afroamericano gigante con una prótesis de brazo.
Su gran cuerpo lo convierte en un objetivo fácil, pero tiene una resistencia al daño extremadamente alta. Combinado con su fuerza sobrehumana natural y sus prótesis de brazos, su poder de ataque sin armas es extremadamente alto. Otra ventaja es que la trayectoria al disparar varias armas de fuego y lanzacohetes es estable y casi no hay desviación. Sin embargo, como se mencionó anteriormente, su físico es demasiado grande, por lo que cuando disparas contra un oponente con una postura baja, debes tener esto en cuenta al posicionarte (es más probable que las balas pasen por encima de la cabeza de un oponente más pequeño, etc.). .
Después de eliminar a su rival, destruye el monitor con su brazo protésico.
- Edad: 36 años (Nacido en 1958)
- Altura: 7 pies 1 pulgada
- Peso: 298 libras.
- País de origen: Washington D. C., EE. UU.

Lisa "Eve" Price
Una mujer británica que en sus inicios comenzó su carrera como actriz porno por dinero, luego se convierte en una ladrona más lucrativa y, finalmente, se convierte en una asesina bien pagada. Se viste como un punk y tiene un lagarto como mascota.
Sus pies son rápidos y su poder de salto es alto, pero su respuesta es un poco pobre.
El lagarto que lleva sobre su espalda actúa como una barrera que bloquea las balas enemigas solo una vez. Una vez bloqueado, caerá y se moverá de forma independiente, encendiendo las granadas que caen y transportándolas. Cuando regresa con Eve, se sube a su espalda una vez más.
Luego de eliminar al rival, dispara al monitor.
- Edad: 29 años (Nacida en 1965)
- Altura: 5 pies 5 pulgadas
- Peso: 111 libras.
- País de origen: Londres, Inglaterra, Reino Unido.

Profesor Hon Ching
Un superdotado doctor chino de la tercera edad experto en ciencias e ingeniería que fue llamado el "Einstein Asiático" durante la Segunda Guerra Mundial, y posteriormente, en la Guerra Fría. Las artes marciales chinas que dominaba para matar se han relacionado con la longevidad y la salud, y ahora tiene 82 años. Lucha en una silla de ruedas asesina hecha de una aleación que él mismo diseñó y desarrolló, pero el propio Ching está completamente satisfecho con su condición física (Fue desarrollada únicamente para su uso en misiones de asesinato).
Por otro lado, le resulta difícil realizar paradas bruscas mientras conduce y tiene una fuerte tendencia a moverse, lo que dificulta realizar giros bruscos. Además, incluso si dices que no aceptará balas por detrás, no te protegerá de disparos a corta distancia, explosiones o llamas de lanzallamas. Además, aunque él mismo es un maestro de las artes marciales chinas y goza de buena salud, debido a su avanzada edad, sus habilidades de tiro y lanzamiento (Aparte del lanzacohetes, que no tiembla debido a su brazo) no son muy buenas.
Una vez que hayas eliminado a tu rival, piratea el monitor y escribe "DISPOSED" en el teclado.
- Edad: 82 años (Nacido en 1912)
- Altura: 5 pies 2 pulgadas
- Peso 100 libras
- País de origen: Beijing, China.

Dweeb
El único chimpancé animal con habilidades asesinas del mundo que mata personas por plátanos. Lleva un esmoquin. No sólo puede utilizar todo tipo de armas, sino que también puede contar dinero.
Su pequeño cuerpo lo hace menos susceptible a los ataques enemigos. Además, la velocidad de movimiento y la potencia de salto también son considerables.
Sin embargo, es muy malo disparando y la trayectoria de su arma es extremadamente desequilibrada (Aunque también puede usar esto a su favor en un estilo de lucha). También tiene baja resistencia al daño.
Una vez que elimina a su rival, cambia de canal y lo cambia a un programa infantil.
- Edad 10 años (Nacido en 1984)
- Altura: 2 pies 9 pulgadas
- Peso 62 libras.
- País de origen: En algún zoológico proveniente de África.

Danni Fritz & Demi Fritz
Son un par de hermanos gemelos alemanes nacidos en el laboratorio de un fisiólogista loco y fueron criados en una jaula como unos inocentes hámsteres experimentales. Nada les gusta más que jugar a la guerra con extraños usando "juguetes" como pistolas y cuchillos. El niño es Danni y la niña es Demi.
Aunque sus habilidades son generalmente bajas (Particularmente la baja durabilidad del daño), tienen la ventaja de poder almacenar un arma además de la que está usando actualmente (Dos personas tienen una cada una). Además, como son niños y ambos son de baja estatura, tienen una postura diminuta y tienen la ventaja de tener una pequeña detección de golpes superiores e inferiores. Cuando se lanzan cuando tienen la ventaja, ambos se ríen.
Después de eliminar a un rival, ambos gemelos garabatean en el monitor con un crayón verde.
- Edad: 9 años (Nacidos en 1985)
- Altura: 4'3" (Danni), 4'4" (Demi)
- Peso 77 libras (Danni), 78 libras (Demi)
- País de origen: Berlín, Alemania.

Los jugadores deben derrotar a cada uno de los otros asesinos antes de enfrentarse al jefe final del juego, el Sr. y la Sra. Acme. [1] Cada personaje tiene una habilidad especial. Los jugadores pueden realizar ataques cuerpo a cuerpo que causan un daño leve, pero el daño mayor se inflige mediante el uso de armas esparcidas por el escenario. [3] Las armas varían desde pistolas convencionales, ametralladoras, lanzacohetes, lanzallamas y espadas hasta elementos más extravagantes como sopa caliente o pastel. También se pueden lanzar algunas cajas y barriles. Si un jugador recibe un golpe mientras sostiene un arma, la dejará caer. [1]
Los escenarios son grandes y contienen múltiples plataformas y obstáculos por los que el jugador puede correr y saltar para navegar. [1] Los entornos también emplean eventos y escenarios temáticos que pueden dañar a los jugadores y cambiar dinámicamente el campo de juego durante el transcurso de la pelea. Por ejemplo, en un escenario de acuario, los tanques de agua se rompen durante la pelea e inundan el escenario. En el agua hay tiburones que pueden lastimar a los jugadores. [1] [4] En otro escenario ambientado en un rascacielos, los jugadores comienzan en la parte superior y reducen la escala del edificio a medida que explota lentamente. [1] Los otros escenarios también tienen trucos, como aviones y barcos que se sacuden y se balancean. [4]
Los escenarios son grandes y contienen múltiples plataformas y obstáculos que el jugador puede sortear saltando y corriendo. Los entornos también emplean eventos temáticos y escenarios que pueden dañar a los jugadores y cambiar dinámicamente el campo de juego en el transcurso de la pelea. Por ejemplo, en  el escenario del acuario, los tanques de agua se rompen durante la pelea e inundan el escenario. En el agua hay tiburones que pueden dañar a los jugadores. En un escenario donde hay un rascacielos. los jugadores comienzan en la parte superior y reducen la escala del edificio a medida que explota lentamente.  Las otras etapas también tienen trucos, como aviones y barcos que se sacuden y se balancean.  

## Desarrollo y lanzamiento
The Outfoxies fue desarrollado por Namco y lanzado a las salas de juego japonesas en marzo de 1995.  El juego fue diseñado por Masateru Umeda, el creador de Dancing Eyes (1996), un juego similar a Qix (1981). The Outfoxies no llamó la atención del público en su salida al mercado. En ese momento, los juegos 3D comenzaban a eclipsar a los juegos 2D en términos de popularidad en las salas de Arcade. Los pocos jugadores que seguían fieles a los juegos de lucha 2D jugaban en gran medida los juegos desarrollados por Capcom y SNK. las Tarjetas Madre arcade originales de The Outfoxies ahora son raras y coleccionables. En agosto de 1995 se anunció una versión para  PlayStation, pero nunca salió al mercado

## Recepción y legado
En Japón, la revista Game Machine  incluyó a The Outfoxies en su edición del 15 de abril de 1995 como el cuarto juego arcade más exitoso del año. Aunque no captó mucha atención en el lanzamiento, el juego ha sido bien recibido en análisis retrospectivos. En particular, el juego se ha destacado por su violencia y acción excéntricas y desmesuradas, similares a las películas de acción. Hardcore Gaming 101 escribió que se siente como una película de acción "ridículamente exagerada".  Game*Spark escribió que se sentía como una película de desastre o una película de acción de clase B. Destructoid destacó el extraño elenco de personajes del juego y escribió que el juego tenía más "rarezas y violencia sin parar" que los juegos desarrollados por Goichi Suda, que generalmente están asociados con esos elementos.  Casualmente, Goichi Suda es fanático de The Outfoxies y posee una copia que se exhibe y se puede jugar en las oficinas de su empresa. Aunque existen similitudes temáticas entre The Outfoxies y su juego Killer7 (2005), afirma que aprendió sobre The Outfoxies después de desarrollar Killer7, y cualquier similitud de este tipo es solo una coincidencia. Tanto Game*Spark como Rock, Paper, Shotgun escribieron que el juego se sentía como un juego indie moderno.   Más específicamente, Game* Spark y Suda lo compararon con Hotline Miami (2012).  
El diseño general del juego también fue alabado. La revista Rock, Paper, Shotgun escribió que estaban sorprendidos por la cantidad artículos lanzables y las trampas del escenario. Game*Spark resaltó que los diversos diseños de escenario del juego y su capacidad de cambiar dinámicamente con el tiempo eran algunas de sus mejores características. Hardcore Gaming 101 estuvo de acuerdo, escribiendo que las etapas eran creativas y cinematográficas. Creían que The Outfoxies se adelantó a su tiempo y era un juego "único en su clase", describiéndolo como un cruce entre Rolling Thunder (1989) y Elevator Action Returns (1994).
The Outfoxies es considerado como un ejemplo temprano de un juego de lucha en la arena, muy anterior y posiblemente inspirador de la serie Super Smash Bros.  Destructoid lo enumeró como el número uno en su lista de alternativas de Super Smash Bros. GamesRadar + escribió que "bien podría ser la mejor imitación de Smash Bros. de todos los tiempos" a pesar de su lanzamiento cuatro años antes del primer juego de Super Smash Bros. Escribieron que The Outfoxies tuvo una violencia más extravagante, mientras que la serie Super Smash Bros. tiene un ambiente más juguetón e inocente.  Hardcore Gaming 101 escribió que es lo suficientemente diferente de Super Smash Bros. como para que valga la pena jugarlo por derecho propio.  Los desarrolladores de Star Wars: The Force Unleashed II se inspiraron en The Outfoxies al desarrollar el modo de lucha de cuatro jugadores del juego.